# Скаури I (Трапани)
Скаури I је насеље у Италији у округу Трапани, региону Сицилија.
Према процени из 2011. у насељу је живело 13 становника. Насеље се налази на надморској висини од 252 м.